# Vahl-lès-Bénestroff
Vahl-lès-Bénestroff település Franciaországban, Moselle megyében. Lakosainak száma 146 fő (2022. január 1.). Vahl-lès-Bénestroff Bénestroff, Francaltroff, Marimont-lès-Bénestroff, Montdidier, Nébing, Neufvillage és Virming községekkel határos.

## Népesség
A település népessége az elmúlt években az alábbi módon változott:
| Lakosok száma | 139  | 141  | 146  | 148  | 151  | 151  | 150  | 153  | 146  |
|               | 2013 | 2015 | 2016 | 2017 | 2018 | 2019 | 2020 | 2021 | 2022 |